# 超光戦士シャンゼリオン
『超光戦士シャンゼリオン』（ちょうこうせんしシャンゼリオン）は、1996年4月3日から12月25日までテレビ東京系列で毎週水曜18:00 - 18:30（JST）に全39話が放送された、東映制作の特撮テレビドラマ、および作中で主人公が変身するヒーローの名称。アルファベット表記は本来はフランス語表記の「Changéríon」だが、英語表記の「Changerion」で代用されることも多い。

## 概要
本作品は、東映制作の特撮テレビドラマとしては『兄弟拳バイクロッサー』以来11年ぶりとなる単発作品として制作された。破天荒な性格の主人公をはじめとする個性豊かな登場人物によって繰り広げられる、型破りな物語が特徴となっている。

### 企画経緯
既に前年公開の映画『人造人間ハカイダー』にて、セガ・エンタープライゼスと東北新社との共同制作が行われており、本作品はその座組が発展した第2弾のテレビ企画という位置付けとなっている。前述の経緯から東映特撮作品としては珍しくセガ・エンタープライゼスがメインスポンサーの一社として付いている。
当初は『人造人間ハカイダー』のテレビシリーズとして検討されたが、新しい番組枠であることからオリジナル作品で制作することとなった。そのころ、東映プロデューサーの吉川進とレインボー造型企画から新素材によるヒーローを検討していたことから、透明なヒーローというコンセプトでの制作に至った。
企画当時のネーミングは「マスカレイザー」で、1995年10月ごろまでタイトル案として用いられていたのが確認されている。企画時の案では完成作品に近い姿のマスカレイザーの他に四形態に変身するというもので、マスカレイザーは動かずにアクションは他の形態に任せるという想定であった。なお、形態には銃タイプや剣タイプが想定されており戦いの最後に必殺技に特化したROLEという形態に変身し敵にとどめを刺すというものだった。
テレビ放映は、企画書では1年間の予定と記載されていたが、後に3クール（39話）に短縮され、敵を倒さないまま最終回を迎える結末となった。一方で、敵を倒さないままの最終回については短縮が決定する以前から構想があったようで、東映の公式サイトでも「他の終わり方は考えられませんでした」と、それを窺わせる記述が残されている。また当初の予定通り1年間放送されることがあれば、ザ・ブレイダーの前身たるシャンゼリオンの2号機が登場する可能性もあったといい、実際にそれを想定してデザイン画や開発図面も起こされていた。このうち前者は、キャラクターデザインを務めた篠原保のサイトなどで確認できる。

### スタッフ・キャスト
本作品に携わったキャストやスタッフは平成仮面ライダーシリーズを始め、その後の特撮作品に何かと関わることが多い。その一方で、広瀬匠や高橋利道といった過去の特撮作品に出演した俳優も起用している。また速水克彦役の相澤一成は『激走戦隊カーレンジャー』のオーディションを身長を理由に不合格となり、本作品を受けることになったとも語っている。
メイン監督である長石多可男は、当初『カーレンジャー』にオファーがあったが急遽本作品へ参加することとなった。また長石の他に、小中肇や東映特撮作品への最後の参加となった蓑輪雅夫、そして本作品が監督デビューとなる諸田敏が演出陣に名を連ねている。特撮監督には円谷プロで手腕を振るった佐川和夫が担当。
本作品は出演者のスケジュール調整やアクシデントに、スタッフが苦しんだ作品でもある。舞台の仕事との兼ね合いから、速水役の相澤一成は第14話、宗方役の市山登は中盤エピソードの多くに未登場となった。また、朱美役の林美恵は学業との両立が困難となり、第14話でレギュラー出演を途中降板している。学生のキャスティングについて東映では『有言実行三姉妹シュシュトリアン』でうまく乗り切った前例があるだけに、後年にスタッフの反省と後悔が語られている。その後を継いだ、るい役の松井友香も第34・35話の収録期間中、交通事故に遭い降板を余儀なくされた。

### 造形
本作品のヒーローは透明素材により造形されている。これはかつて東映で企画され、後にOV作品『大予言/復活の巨神』の原型となった『スペクトロン』と呼ばれる作品でも試みられており、同作品や前出の『ハカイダー』を手がけ、本作品にも企画段階で関わっていた吉川進プロデューサーを中心に高まっていた「今までにない新しい作品を作ろうという動き」と、前述の通り当時透明素材を使った造形物の実現に意欲を燃やしていたレインボー造型企画との思惑が一致した末の産物でもあった。
スーツのデザインには、東映特撮で数々のキャラクターデザインを手がけてきた篠原保が携わっており、「天使の衣を纏った鬼」というイメージの元にデザインされている。長年ヒーロー番組に携わってきたレインボー造型企画でも、内部が透けて見えるクリスタル状のボディという、それまでのヒーローとはまったく異なるコンセプトのスーツ製作に当たっては、透明度と強度の両立や着脱の際に必要な分割ラインの配置など課題が多く、造型は困難を極めたという。
あまりの重さにJACのスタッフに「これを着て演技ができるのは（JACのメンバーでも）岡元次郎だけ。他の者では首の骨が折れる」とまで言われた。主演の萩野も1度着てみようとしたところ、「（重さに耐えられず）転んで壊されては困る」とスタッフに止められたという。
またこれに関連して、エンディング映像の夕暮れを見つめるシャンゼリオンを航空カット撮影する際、岡元はアップ用スーツを着て浜松の中田島の浜辺で数時間立ちっぱなしにされた。岡元によれば、マスクに通信機が付けられなかったため、いつ撮影が終わるのか、動いていいのか、まだ撮っているのかどうかもまったく知らされないまま立っているうちに日が暮れていき、潮が満ちていったため「あの時は1人で取り残されて死ぬかと思った」「動くのも大変だったが、動かないのも大変だった」と回想している。

### 映像
本作品は映像・音声の両面で、東映特撮の撮影方式の転機になった作品である。
映像面では、従来通りのフィルム（16ミリ）撮影となった超光騎士の発進・変形などの特撮パートを除き、仕上げなどの大部分がビデオテープによるVTR（クリアビジョン）方式で制作されており、東映特撮作品では初めてのことである。このVTR方式での制作については、スタッフの間からも当初「ビデオでアクションができるか」という反発があったものの、第5話より撮影監督として参加した松村文雄が、「フィルムのスタッフがたまたまアクションに馴れてるだけで、技術的には変わらないよ」と、そうした反発の声をねじ伏せたという逸話も残されている。
一方、音声はそれまでと変わらない東映特撮伝統のオールアフレコで録音された。これはVTR映像との相性が悪く、しばしば口の動きと声が合わずに違和感が生じており、第1・2話については一部リテイクも行われたという。制作陣も本作品がアフレコ向きでないことは当初から認識していたものの、前述のVTR方式の導入に手一杯であったため、同時録音での制作は総集編として制作された第20話で試験的に取り入れられるのみに留まっている。本作品以降に制作されたビデオ撮影の作品ではオールアフレコが廃され、同時録音方式が採用されることになった。

### 玩具展開
玩具はセガ・エンタープライゼスおよびセガ・ヨネザワから発売された。
玩具でも透明素材を使用するとパーツ構成が複雑になるためコストを抑えるのが難しく、なりきりグッズを手堅くまとめることで全体の予算枠に収める形がとられた。
久々にバンダイ以外から発売されるヒーロー玩具として注目されたが、商品購買層として想定していた低年齢層の反響が今ひとつであったため結果は芳しくなく、試作されていた新武器や大型ビークルなどが中止となった。しかしセガでは、この時のノウハウが『新世紀エヴァンゲリオン』や『電脳戦機バーチャロン』などで活かされており、玩具「VDバーチャロン」のパッケージを篠原保が担当するなど人脈の繋がりも継続された。

## ストーリー
シャンゼリオンの力を手に入れてしまった私立探偵・涼村暁は正義感も何もないC調ノリのどうしようもないグータラ男だった。やたら調子に乗る、借金をしまくって遊び歩く、暁の所業に翻弄され、本来シャンゼリオンになるはずだった速水克彦たちSAIDOCメンバーは受難続き。
一方、人間社会に潜り込んでいるダークザイドも、ストレスで胃を傷めたり箸袋集めが趣味だったりヒーローオタクだったりの変な連中ばかり。
ヒーローと悪の何とも奇妙な物語が始まった。

## 主な登場人物

### 涼村探偵事務所
暁曰く「何代も続く名門私立探偵」だが、暁の性分により閑古鳥が鳴き、あちこちに借金がある。都内某ビルに暁の住居兼事務所を構えている。
涼村 暁（） / シャンゼリオン
本作品の主人公。どうしようもないほどいい加減かつやる気の見られない性格。探偵業の依頼人相手以外にはたとえ年上であっても敬語は使わない。その上大の女好き・遊び好きの浪費家なので、莫大な借金を抱えている。軟派をやりすぎて、速水に憤慨される。バナナパフェが好物で、辛い食べ物は苦手。口癖は「ふんわかいこうよ、ふんわか」である。
不慮の事故で偶然にシャンゼリオンの力を手に入れたが、悩むこと無く「超ラッキー！」と大喜びして受け入れたため、自分の正体を隠す気は無く、むしろ自慢しようとしている。そのため、変身ヒーローのお約束である如何に変身に持ち込むか、結果的に見捨ててしまうことへの葛藤も無く、闇生物と戦う。ヒーローたるべき基本的な使命感を持っていないため、敵味方問わず平気な顔で騙すのは当たり前で、命惜しさに自分だけ助かろうとするなど、従来のヒーロー像からはあるまじき情けない行為を連発する。速水らS.A.I.D.O.Cのメンバーは勿論、倒すべき相手である闇生物にさえヒーローのあるべき姿を教授されたこともある。小学生からバカにされるほど勉強も苦手。その反面非常に寂しがり屋で、秘書が事務所を去った際は孤独を紛らわそうと女性を集めて遊び通したり、生活能力の低さもあってゴミ部屋の一部と化す堕落ぶりを見せている。こうした情けない性格が母性をくすぐり、明らかになっただけでも数十人のガールフレンドに恵まれている。
一方で意外と社会をシビアに見ている節があり、それゆえ自分に甘く常に人生を楽しむことだけを求めているため、邪心があるというわけではない。彼が（色々な意味で）ヒーローっぽく見える話は両手の指で余るほどしかないが、彼なりの良心と正義感は持っており、弱者に危害を加える者や他人の心を傷つける者に対しては怒りの表情を見せることもある。不真面目でやらない時はやらないものの、やる時はやる行動力と瞬発力は、性格はさておきザンダーやガウザーからは一目を置かれている。
愛車はガタがきはじめた緑のシトロエン・2CV。敵を倒した際には、「俺ってやっぱり、決まりすぎだぜ!」などのセリフとともに一回転して人差し指を向けるという決めポーズをとる。
最終話の「もうひとつの世界」ではS.A.I.D.O.Cの一員として描かれる。こちらの暁は生真面目かつ冷静沈着であり、性格は全くの正反対だが、唯一の共通点はどんな苦境でも諦めないこと。暁がダークザイドの総攻撃の最中に燦然のポーズを決めたところで物語は幕を閉じた。
- この「もうひとつの世界」はメインライターの井上敏樹曰く「現実の苦しい戦いをしている暁が見た夢」としており、「人生を楽しく生きたいけど、なかなかそうもいかないという現実」とも語っている。
- 暁の乗るシトロエン・2CVとして撮影に使用された車両は、満足に自走できず補修部品も手に入らない本当のオンボロ車であり、毎回トレーラーで輸送していた。

橘 朱美（）
アルバイトで暁の秘書をしている。18歳。暁よりはるかにしっかりしており、涼村探偵事務所の要のような存在。上京してすぐの時に、探偵業を始めたばかりの暁と出会った。だらしない暁には半ばあきれているが、暁との結婚にも満更ではない素振りを見せたり、岩手県で民宿を営む実家を継がせようとしたこともあり、それなりに認めているようでもある。
アイドルの仕事に心惹かれたこともあったが、幼稚園の先生という生き甲斐を見つけ、暁のもとを去った。その後数回の再登場を果たしており、特に最終話でのシーンは第1話の冒頭シーンを再現したものである。「～かもしれない」というのが口癖。
- 企画書では女子大生であり、弟がいるという設定もあったが、作中では触れられなかった。

桐原 るい（）
物語中盤からのレギュラーで、暁のもとに依頼人として現れ、そのまま秘書の座に収まった少女。朱美とは対照的に常識や経済観念がまるで欠如しており、暁ですらあきれるほどのムダ使いは日常茶飯事で自分勝手な振る舞いが多い。「私、～なんだって」と、自分のことを他人事のように話す癖がある。
実は綾乃小路財閥の跡取り娘で、本名は綾乃小路 麗華（）。かつては大学に通っていたことが作中にて言及されているが、世間知らずゆえに彼女の行いは（善行であっても）結果的に多くの人から反感を買うことが多く、特にはそれが原因で無気力となった者も出るなど、彼女と関わった者たちからの評判は極めて芳しくない。
役者の降板に伴い、「暁の常識はずれな女性関係を知ったショックで寝込み」「亡くなった父の遺言に従い財閥の会長職を継いだ」と、劇中のテレビ番組で唐突に語られる形で物語からも退場した。

### S.A.I.D.O.C
ダークザイドの侵略を察知した宗方が設立した独立機関。
職員にはCGペンと呼ばれる、ダークザイドと人間の識別や護身用のビームガンにも使える多機能なペン型通信機を携帯している。設立に当たっては宗方がその資金の多くを私費で出資しており、作中でも度々財政難に悩む描写が散見される。
このような懐事情に加え、宗方の古巣からの引き抜きにより元々在籍していた技術者たちも姿を消しており、メンバーは以下の3人しかいない。暁もシャンゼリオンの力を手に入れたとは言えメンバーではなく、形式上はあくまで巻き込まれた一般人の協力者である。
- プロデューサーの白倉によれば、当初は『超力戦隊オーレンジャー』に登場するU.A.O.H.くらいのスケールがあり、頑張りながらも暁にしてやられて悔しがる、という図式を展開しつつ個人としての暁と組織人の速水という対比を打ち出す構想もあったという。これについては「リアリティがない」「予算が無い」という理由でボツになり[27]、特撮では珍しい正義の組織の経済的背景が描かれる財政難な組織となった。CGペンは元々アメリカのTIGERが販売していた商品であり、セガ側の要望によりストーリーにも組み込まれた[2]。

速水 克彦（） / ザ・ブレイダー
宗方にスカウトされ、厳しい訓練に耐えてきた「本来シャンゼリオンになるはずだった男」。「俺はモーレツに感動している!」「なんてこった…」などの口癖がある。甘いものは苦手で、酒は飲めない。
暁とは対照的に堅物で熱血漢な好青年。正義感と使命感は非常に強く、人を守るために生身でも闇生物と果敢に戦う。その誠実さは頑なな女性の心にも届き、実はもてているが、明確なアタックを受けたことがないため本人はもてないと思い込んでいる。一方、真面目さと熱さゆえ簡単に他人（主に暁）に騙されてしまい激しく思い込んだり、命乞いをする敵にとどめをさせなかったりと、かえってヒーローに向かない人物像が次第と明らかになった。
暁とラームが入れ替わったことにより、一度だけだが念願のシャンゼリオンに変身している。その後も情けなくて不真面目な暁がシャンゼリオンの力を手に入れたことに対し嫉妬しており、そこから来る心の闇に付け込まれヴィンスーの力によって闇生物化したこともある。
終盤、宗方が闇次元から持ち帰った闇の種を誤解のもとうっかり食べてしまい、それ以降梅干を食べることで謎のヒーローザ・ブレイダーに変身できるようになるが、変身している間の記憶は残らないため、真相を知らないままザ・ブレイダーの正体を知りたがる羽目になってしまう。最終話の「もうひとつの世界」では自覚があり、自分の意思で力を制御している。
南 エリ（）
S.A.I.D.O.Cのメンバーの紅一点。容姿端麗、頭脳明晰を自認しているが、プライドが高く自信過剰な性格のため、自分の短所に気付かないことも多い。
仙台に刑事の父がいる。物語中盤で黒岩と種族を超えた恋に落ちたこともあったが、最終的には選民思想を強行しようとした黒岩を拒絶した。
最終話の「もうひとつの世界」ではダークザイド最後の幹部エリーザという正体を明かし、S.A.I.D.O.Cから離反して速水を手にかけた。
宗方 猛（）
41歳。元内閣第三調査室室長であり、古代マヤ文明の調査からダークザイドの侵略を察知し、独自にS.A.I.D.O.Cを設立した。科学者として、シャンゼリオンの新兵器を家屋敷などの私財を投げ打って開発したほか、単独で闇次元に調査に向かい闇の種を持ち帰るなど、作中で最も正義のために献身した人物。コーンパイプを愛用する愛煙家でもある。
しかし内閣からは相手にされず懲戒免職となり「妄想」と嘲笑を受ける上に、貧乏・無名・冷遇の三重苦にいつも悩まされている。とりわけ財政難はかなりのものがあり、暁にS.A.I.D.O.Cの施設使用費を請求しようとしたり、食事を奢ると言って頼んだのは、「制限時間以内に完食すればタダ」の特大ラーメンだったほどである。また女性の水着姿に見入ったり、暁のガールフレンドたちに謎のインタビューを行うなど、容易には語りきれない一面も持つ。
暁のことは高く評価しているようであり、最終回では彼をS.A.I.D.O.Cに勧誘していた。

### その他
銀行員
暁の借金先の弥生銀行渋谷支店に勤める2人組。名前は明かされずにA、Bと呼ばれている。シャンゼリオンと闇生物との戦いには基本的に関わらないが、準レギュラーとしてたびたび登場する。
暁が借金を返さないため、自分の立場を守るため自分の財産やサラ金から借金を肩代わりしている。それどころか借金を返せるようになるからと、暁の手伝いに駆り出されてしまうことも。最終話での借金総額は1,000万とんで2円。彼らと暁の接点が黒岩の策略に利用され、闇法廷を開かれたこともある。
ラジオドラマ『雪山の一夜』では、暁を追う銀行員がA、BだけではなくZまで増えたことが語られている。
誘拐犯
元は玩具で一発当てようとしたが、流行を外してビッグなワルになることを目指している2人組。黒一色のギャング衣装の下に、赤いシャツを着ているのが兄貴分、青いシャツを着ているのが弟分。登場のたびに身代金目当ての誘拐事件を起こそうとするが、いかんせん間抜けで格好のみを真似したり、弱いので成功したためしがない。

## シャンゼリオン
涼村暁がシャンバイザーを介して光の粒子を集め、強化ボディスーツ・クリスタルスーツを纏った姿。この現象は「燦然（）」と呼称され、宗方の長年の研究を元にS.A.I.D.O.Cが開発した「クリスタルパワー」を浴びることによって可能となる。当初は速水克彦がなる予定だったが、クリスタルパワーを運ぶトラックがダークザイドの襲撃を受けた煽りで暁がクリスタルパワーを浴びてしまったことにより、彼がシャンゼリオンとして戦うこととなった。
人間の数十倍の運動能力に達するが、前述のように基本的に暁が頑張らないため、大抵が「超ラッキー！」で勝利する。
またクリスタルパワーはラームに付着するため、暁と速水のラームが入れ替わった際には速水が燦然したこともある。

### 装備
シャンバイザー
クリスタルパワーを制御し、シャンゼリオンに変身するための道具。暁の「燦然・シャンバイザー!」の掛け声と共に暁の頭に出現し、バイザーを下ろすことによりクリスタルパワーを発現させ、暁の姿をシャンゼリオンへと変える。初変身時のみ宗方の手で被せられている。
シャンディスク
胸部に収納されている、8センチCD型のディスク。各種武器を出現させる際に使用する。劇中ではレッド、グリーン、イエローの3種類が登場している。
シャイニングクロー
シャンゼリオンの右腕に装着される、鉤爪付きのガントレット型の武器。レッドディスクで打撃力を高めた「クローパンチ」を発動、イエローディスクで銃身から「クローバースト」と呼ばれる光線を発射可能。
シャイニングブレード
光の長剣。グリップの部分が出現し、鍔の部分が左右に開いてブレード部分が伸びる。ブレード部分が金色のものと透明のものが存在する。「一振り！」ほか、気合を入れた掛け声で相手を斬り裂いて大きなダメージを与える。
ガンレイザー
クリスタルエネルギーを打ち出す光線銃。銃身の内部のシリンダーで光のエネルギーを圧縮、充填し、破壊光線を連射する。シャイニングクロー同様、シャンディスクを装填して使用する。
スクラムブレイザー
ガンレイザーにシャイニングブレードを合体させることにより、銃のエネルギーに剣のエネルギーを加えることでより強力な破壊エネルギーを加えた破壊光線を発射する光線銃。
シャイニングアタック
シャンディスク上部に右腕をかざし、技名を叫んで発動。胸のシャンディスクにクリスタルパワーを集め、シャンゼリオンの姿を模したエネルギー体を発射。そのエネルギー体が変形した弾丸で敵の胴体を貫く。メイン必殺技であるが、初使用時のみ反動で後ろに転んで尻餅をついていた。

### 超光騎士
シャンゼリオンをサポートする目的でS.A.I.D.O.Cが開発した3体のロボット。シャンゼリオンやS.A.I.D.O.Cメンバーの要請を受け、即座に駆けつける。いずれも高度な人工頭脳と人語による意思の疎通能力を有しており、戦闘のみならず暁の選挙活動のサポートまでこなしたこともある。
3体ともシャンゼリオン並かそれ以上のパワーを有するが、敏捷性にやや難がある。施設の電力不足のために当初は起動できず、S.A.I.D.O.C本部が闇生物の襲撃を受けた際の偶発的に発生した高圧電流を受けてようやく覚醒した。
クリスタルステーションが登場する第9話以降は、同基地からの発進シーンが描写されるようになった。
- 企画段階では超光騎士も透明にするという案もあったが、色味が乏しくなることから定番の三色になった[2]。変形ギミックはスーパー戦隊シリーズとの差別化のためブロック構成にはせず、トランスフォーマーシリーズのような変形が意識されている[2]。

リクシンキ（陸震輝）
陸戦用のサポートロボットで、無人走行可能なオートバイに変形し、最高速度は時速600km。超光騎士形態では両手の計6門の砲門からリクシンバクカンやショックビームを放つ。

クウレツキ（空裂輝）
ロケット型のブースターに変形し、シャンゼリオンと合体してマッハ1.5での飛行が可能。超光騎士形態では両腕からクウレツビームを放つ。素直な性格で、暁が情けないのは仲間が甘やかしすぎだからと説教され、肯定して帰っていったこともある。

ホウジンキ（砲陣輝）
移動砲台に変形し、二門のスーパーキャノンと機体下部からの光線で長距離攻撃を行う。砲台形態では時速128kmでの飛行が可能。超光騎士形態では右腕をマジックハンドのパワーシザースに、左腕を1秒200回転のジェットドリルにそれぞれ換装することが可能。超光騎士最高の腕力と防御力を持ち、強力なパワーを生かした肉弾戦を得意とする。

シャイニングバスター
3体の超光騎士が超光合体した最終攻撃形態。マシン状態でリクシンキの後部にクウレツキ、前部と下部にホウジンキが組み合わさる形で完成する。最高飛行速度マッハ8を誇り、逃走する敵を追撃する際に活躍する。超光騎士それぞれのビームを一条の光線と化す必殺武器のバスタートルネードは、ダークゲートを破壊するほどの威力を有する。

クリスタルステーション
第9話より登場。宗方が家屋敷を抵当に入れて完成にこぎつけた秘密基地で、S.A.I.D.O.Cの各種施設の他、超光騎士を格納、出動に備えメンテナンスが行われている。また、最上部にクリスタルパワー発生装置を備え、太陽光線などから作り出したクリスタルパワーが超光騎士に供給されている。

## ザ・ブレイダー
第32話より登場した第2のヒーロー。速水克彦が「バージョンアップ」の掛け声とともに変身し、高笑いと共に登場する。「命の闇の種」を飲み込んだことにより図らずも変身能力を身につけたもので、その能力は梅干しを食べることによって、ごく短時間意識を失ってから発現する。基本カラーは緑で、マッチョな外見に相応しく格闘戦を得意とし、動きは俊敏。
速水の真面目な性格が反映・助長され、市民レベルの些細な善行にも活躍し大人気となるが、そのために闇生物との戦いを放棄してしまうことも。変身のメカニズムおよび速水本人が変身していた事実を忘れる理由はナレーションで事細かに解説されるが、あまりに長すぎるため説明し終わるのはいつも戦闘終了直前であり、また一部省略されることもある。
最終話の「もうひとつの世界」では速水は意識を失わず、ポーズを取るだけで変身している。
- 速水克彦がザ・ブレイダーに変身することは企画当初から考えられており、「マッチョなタイツヒーロー」をコンセプトに、筋肉の部分は造形ではなく縫製によって表現する構想も当初はあったという[33]。また特徴の一つである、頭部からタテガミのように生えている毛は、第21話に登場したミミンガの毛の造形が良かったことから篠原がデザインに取り入れたものである[28][33]。カラーリングは当初「赤」のイメージでデザイン作業が行われていたが、超光戦士との兼ね合いもあり、並行して存在していた「緑」という案を採用[33]。緑色でちょっとしか出番がないという繋がりから、色分けは『光戦隊マスクマン』のX1マスクに意識的に近づけている[33]。
- ザ・ブレーダーはテレビマガジン（講談社）が募集した3つの候補（グリーンファイヤー、ザ・ブレーダー、スピーダー）の中で最も多く寄せられたことから令名した[34]。

### 技
ザ・ブレイダーキック
前方宙返りと共に両足でジャンプキックを敵の胸部に放ち、後に物理法則を超えて顔面を蹴って後方宙返りで敵から離脱するブレイダーの必殺技。
ザ・ブレイダーアタック
近くにあった新聞紙で、ゴキブリを倒す際に使用。

## ダークザイド
元々は別世界・闇次元を住処としていたモンスター。闇次元が滅亡の危機に瀕したため、止むを得ずに人間の世界へと密かに移住してきた。人間の姿に化けており、こちらの世界で生きるには人間の生命エネルギー・ラームが必要不可欠である。
組織ではなく種族であるため、上下関係がそれほど強いわけではなく、幹部に対して反抗的な態度を取る者もいる上に、各々が自分勝手にラームを捕食するために活動している。また人間を「食料」として見ているが思考・行動様式は人間とほとんど変わりがなく、多くがごく普通に人間社会に溶け込んでいる。そのため、従来の特撮怪人とは異なり人間を強く見下してはおらず、むしろガウザー/黒岩省吾のように人間に恋愛感情を抱く者もいる。中には人間界の生活に適合不全を起こした挙句ディープな趣味に走る者、人間関係に疲れて胃潰瘍になる者や、うつ病となって自殺する者さえいる。
他方、種の存続のための「人知れず、密かに」を基にした規律は存在しており、それを破った者には幹部から制裁が下される。人間体でも常人をはるかにしのぐ身体能力の持ち主も多く、片手だけ本来の姿に戻ることも可能。一種の流行なのか、人間体で片耳にアクセサリーをしている者が幾人も登場している。人間体から闇生物に戻る際に決まった掛け声を発する者もいる。
戦闘員の類は存在しないが、アトラクションのヒーローショーにのみオレンジと黒の衣装を着た戦闘員が登場している。
- デザイン面では、聖幹部の3人には共通して「黒」をイメージカラーとして設定している[36]。また各回のゲスト怪人に相当する闇生物は、企画当初から器物をモチーフとすることが決定しており、モチーフを抽象的にバラして構成、配置するという『機動刑事ジバン』のバイオノイドに近い手法でデザイン作業が行われた[37]。さらに「過去の怪人のデザインが、どこまで現在でも通用するか」という試みから、過去の特撮作品に登場した怪人[注釈 7]を、表向きのデザインモチーフとは別に隠しモチーフとして盛り込んでいる[37]。

闇将軍ザンダー（） / 片桐 一樹（）
3人の「聖幹部」の1人で最高指揮官的な存在。将軍の名に相応しい勇猛果敢なファイターで、戦闘では青龍刀型の大振りの剣を振るう。感情の昂りで甲殻状の仮面が開き、中に隠れていた素顔を見せることもある。人間界に潜むための姿は当初固定されていなかったが、中盤からギャンブラー「片桐一樹」の姿に固定された。本来の姿に戻る際の掛け声は「ダーク・バースト」。
従来の特撮作品に見られる「悪役の征服行為」を行おうとする。シャンゼリオンを倒すためには複数で狙ったり、卑怯な手段も辞さないと語るが、ダークザイド全体を考えての現実的判断によるものである。事実、暁を捕らえた際は、速水を代わりの人質にしたいという暁の申し出を聞き入れている。ガウザーとの関係は険悪であるものの、互いの実力を認めているのか重みのある対峙を繰り返している。
劇中ではシャンゼリオンとの最終的な決着は描かれずに終わった。
- 鎧のイメージから、甲殻類をデザインモチーフとしており、何も考えずひたすら自分好みのデザインを突き詰めていったものとなっている。

神官モードス
「聖幹部」のうちの1人。幹部の中で最も冷静で理知的な雰囲気を漂わせており、闇生物たちの現状もよく把握している。闇法廷裁判長というもう1つの顔があり、法で裁けない悪行への裁判を公平に執り行っている。
左肩に「キーバード」と呼ばれる鳥型の闇生物がとまっており、ザファイアの封印を解く鍵の役割を担っている。
第23話で暁を闇法廷で裁こうとしたが失敗、戦闘ではシャイニングアタックを劇中で唯一無効化する実力も見せたが、最後はシャイニングバスターを受けて倒される。その後モードスの元を離れたキーバードは、ザファイアの封印を解くと同時に息絶えた。
- デザインモチーフは植物系で統一されている。またデザイン作業の段階ではキーバードの方が本体で、モードスの方は実体がない存在というスタイルをやりたかったと後に述懐しており、演者の左手でマペット操作する、腹話術みたいなイメージも欲しかったという。

博士ヴィンスー
「聖幹部」のうちの1人。肥満体型を自分でも気にしており、幹部の中ではコミカルな印象がある。人間を闇生物へと変異させるなど、呪術的な能力を持つ。序盤の人間体は老人だったが、暁たちと対峙したときは中年の清掃員に化けていた。健康な老人のラームを好んで集めていたが、第36話でこのことが暁たちに露見し、戦闘ではシャンゼリオンの放ったシャイニングバスターをも呑みこむが、内部から破裂して絶命した。
- デザインモチーフは爬虫類系の要素のみで構成されている。また聖幹部のうち1人だけ、ガウザーと共に時期を外してデザインを提出しており、その時点でカラーコピーの濃度が薄くなっていたからか、造形では前述したイメージカラーである「黒」よりも青の印象が強い塗装が施されてしまい、篠原にとっても残念な思いの残るものとなったという。

暗黒騎士ガウザー（） / 黒岩 省吾（）
中盤より登場。日本刀型の剣を振るい、ザンダーと互角の実力を誇る。闇生物では異端な存在、野心家としてその名を知られているらしい。本来の姿に戻る際の掛け声は「ブラック・アウト」。「自分に惚れた女」のラームを好む。自分の実力と矜持に則った上で戦う傾向にあり、卑怯な手段を取る者は闇生物であろうと容赦なく始末する。
人間体である黒岩は「黒岩相談所」の所長を務める若き俊才。自信家でプライドが高く、ことあるごとに図書館などで調べてきたよく分からない（細部が間違ってたり、真偽不明の俗説のときもある）薀蓄を「知っているか!」のセリフと共に垂れるのが特徴。当初は相談所で人間社会に馴染めない同族を励まし、アドバイスや仕事を仲介していた。後にその仕事を通じて集めた選挙資金と人脈を活かし、「人間社会のルールに則った征服」を目標に都知事に立候補。対抗して出馬した暁が予想外に追い上げるものの、当選を果たす。
終盤では暁に東京都知事の座を譲り引退。その後東京都独立クーデターを起こし「東京国」の初代皇帝に即位。また自分の敵となりうる暁には先んじて金と女と権力を与え放蕩により無力化するなど、策略と人脈を最大限に駆使した征服行為を行ったが、目的のために始末した人々の子供たちから拳銃と手榴弾による復讐を受けて絶命、戴冠式を前にその野望は絶たれることになる。
その結末に至る経緯があまりにも衝撃的だったため、黒岩の最後の登場回となる第38話は重要な回であるにもかかわらず、一部の地域で欠番扱いにされて未放送になっている。
- メインライターの井上敏樹は彼を「人間を征服する皇帝などと言いつつ、その実人間になりたかった奴」としており、「暁では相手にならず、自滅する他なくなった」としている。
- デザインモチーフは魚類。聖幹部とは異なるライバルキャラクターとして設定されていたことから、イメージカラーも「青」とされており、デザイン段階でも「旧1号のヘルメットの色」と指定されていた。また日本の鎧武者のイメージを前面に出すことで、同じく鎧の戦士であるザンダーとの差別化を図っている。元々は第3話にて初登場する予定であり、実際にそれに合わせてスーツも製作されていたが、諸般の事情から実際に初登場したのは1クール終盤となった。

ザファイア / 小夜子（）
後半より登場。ガウザーも認めるほどの一流の戦士。「ブリリアン・カット」の掛け声で本来の姿に戻り、「ザイファイア」と呼ばれる2本の釵を武器に、素早い動きで敵を攻撃する。
「惚れた男に尽くして尽くして滅ぼしてしまう」女性で、恋敵は倒し、彼女の愛に反した相手には復讐に転じる。並のストーカー行為を超えたその行動によって、ザンダーを含めた幾人もの闇次元界の男たちが酷い目に遭っており、それが原因で封印されたという曰く付きの闇生物。また文字通り「2人だけの世界」を理想とし、妄想として描かれたその世界は恋人と自分以外生命の無い荒野と化していた。
復活した当初にナンパをかけてきた暁に尽くすが、彼が自分の愛を受け入れないことから一転して刃を向ける。なお暁を殺害する意思はなく、復讐に際しては暁を苛めると語っていた。終盤小夜子の状態ではパンクファッションに身を包み、左手の指輪から発する光線で暁たちに襲い掛かった。
最終話の「もうひとつの世界」では宗方を殺害したが、シャンゼリオン、ザ・ブレイダーとの決戦でシャイニングアタックを受け倒される。
- デザインに当たっては「黒人の陸上選手」をイメージした、スポーティな女キャラを志向したものとなっている。

闇貴族デスター（） / 花柳 裕司（）
第17・18話に登場。細身の剣を武器とする。言葉遣いこそ丁寧だがガウザーに匹敵する野心家で、場合によっては人質を取ることも辞さない。本来の姿に戻る際の掛け声は「ブラッディ・ウィンド」。
人間体の花柳はピアニストとして活動しており、登場する際はどこであろうと常にグランドピアノで特定の曲を弾きながら現れる。
ザンダーやガウザーといった他の実力者たちがシャンゼリオンを狙っていることを知り、自らも名を上げるべく「宿命のライバル」を名乗ってシャンゼリオンに挑みかかるも、るいが傷ついたことで怒った暁の猛攻を受け倒される。ザンダーより若く実力でも劣るらしく、ザンダーを挑発した際には余裕をもってあしらわれていた。
- モチーフとなった器物は辞書で、隠しモチーフにはイソギンチャック（仮面ライダー）が選ばれている。

闇魔人アイスラー（） / 日向 誠（）
第17・18話に登場。右腕を変化させた剣を武器にする。登場当初は謎の風来坊として暁たちを救うそぶりをみせるが、その実、ガウザーたちを倒してダークザイドの地位を得ようとした卑劣漢であり、暁が役に立たないとみるや本性を現して襲いかかった。本来の姿に戻る際の掛け声は「グランド・クロス」。
人間体ではハーモニカを愛用しており、登場する度のみならず変身する際にも吹き鳴らす。
シャンゼリオンとの4対1の決戦時、2度に渡ってシャンゼリオンを背後から狙ったことからガウザーの怒りを買い、斬殺された。
- デザインモチーフは冷蔵庫で、本来は第6話に登場するダチュラーとして描き起こされたラフスケッチを手直ししたものとなっている。また隠しモチーフは明確な言及こそ避けているものの、東映特撮ではなく円谷系の怪獣が念頭にあったことを明かしている。

ユリカ
黒岩の秘書。黒岩を愛しており、拒絶された時も自分の意思で彼の元へ戻った。黒岩と惹かれ合うエリを、自分や他者の手で殺そうとしたこともあった。彼女も闇生物のようだが、劇中では本来の姿は明かされなかった。
女王エリーザ
最終話の「もうひとつの世界」に登場した最後の幹部で、同世界における南エリの正体。戦闘時も姿は怪物じみているが、顔はエリと共通。手から光線を発し、剣と鞭が武器。
- デザインは企画初期に存在した4人目の幹部「聖王女ユリコ」として描き起こされたものであり、海外セールスとの兼ね合いや登場キャラクターの数を整理する過程で登場が見送られていたところ、最終話の脚本に「エリの変身」が描写されていたことから、既に造形済みだった頭部に胴体部分の衣装を追加、エリーザとして転用されたという経緯を持つ。

## 用語
闇次元（界）
闇生物達が元々居た世界。企画書では、6億年前の次元振動によって生じた地球の“影”として設定されている。より深い闇の侵食が進んだ結果、物語後半で闇生物たちすら生活できないほど荒廃してしまった。宗方が調査に向かった際利用した洞窟など、地球との出入り口が存在するらしい。
ラーム
人間の生命エネルギーのことで、作中では人格も内包している、いわゆる魂のようにも描かれている。企画段階では「チャクラ」と呼称され、また作中では光として描写されているものの、固形の物体を想定したデザインも描き起こされている。
闇生物が吸うラームの量は加減できるらしく、吸われた人間が気を失うだけの場合もあれば、肉体ごとひと飲みされる、もしくはラームを吸い尽くされた人間が跡形もなく溶けてしまう場合もある。ラームの“味”は年代や性別、果ては感情や体調で変化するらしく、闇生物たちの好みも「花嫁」「悲しんでいる者」「失血した者」など千差万別である。
闇の種
正式名称は「命の闇の種」。大きな実の中に、丸く平たい種が幾つも入っている。ラームの塊と合わせて祭壇に置くことで、空中にダークゲートを出現させる作用を持つ。ゲートから発する命の闇は地球を新たな闇次元界へと変えてしまう作用があり、直接吸った人々が苦しむ描写も見られた。
宗方曰く「闇次元界の根幹にして、闇生物の生命を成すもの」であり、聖幹部たちの間ですら伝説扱いされていた。ダークザイドの弱点を知るのに役立てようと、宗方が決死の調査の末発見したが、勘違いした速水によって全部平らげられてしまった。

## キャスト

### レギュラー / 準レギュラー
- 涼村暁 / シャンゼリオン：萩野崇
- 橘朱美：林美恵（#1 - 14、27、35、39）
- 桐原るい：松井友香（#17 - 36）[注釈 8]
- 速水克彦 / ザ・ブレイダー：相澤一成
- 南エリ / 女王エリーザ：東風平千香
- 宗方猛：市山登
- 銀行員：久保忠郎、関野昌敏
- 黒岩省吾 / 暗黒騎士ガウザー：小川敦志
- 片桐一樹：広瀬匠
- 小夜子 / ザファイア：遠藤あゆみ
- ユリカ：木下三枝子

### 声の出演
- リクシンキ：中村大樹
- クウレツキ：田原アルノ
- ホウジンキ：郷里大輔
- 闇将軍ザンダー：大友龍三郎
- 神官モードス：高橋利道[注釈 9]
- 博士ヴィンスー：寺井智之
- ナレーター：市山登、中村大樹[注釈 10]

### 主なゲスト出演者
カッコ内は登場話数
- 校長 - 牧口元美 (1)
- 鬼頭 - 二瓶鮫一 (1)
- 通行人 - 安斉英樹 (2)
- メグ - 薫みき (3)
- 神父 - 山崎満 (3)
- 視察官 - 岩尾拓志 (3)
- 花婿 - 平山耕哉 (3)
- 作業員 - 宮下敬夫 （3、4）、永瀬ケイ、福本伸一、高橋修 (3)
- 弘樹少年 - 比嘉武尊 (4)
- 弘樹の母 - 杉野なつ美 (4)
- 警官 - 岡本美登 (4)
- 作業員 - 野呂彰夫、赤堀二英、斉藤史典、高原知秀、東真由美 (4)
- 花村佐和子 - 菊地久美 (5)
- 平純 - 河田祐作 (5)
- 隆史 - 大場俊輔 (5)
- 隆史の母 - 水野令子 (5)
- 高校生 - 西村大介 (6)
- 学生風の男 - 勝目整 (6)
- 水木レナ - 沢木美菜 (7)
- マネージャー - 川屋せっちん (7)
- レナの恋人 - 上園磨冬 (7)
- ステージ司会者 - キャベツ白坂 (7)
- 南俊介 - 亀石征一郎 (8)
- 若い刑事 - 坂本隆 (8)
- 道路工事の男 - 今井耐介 (9)
- 王女 - エレナ・イシイ (10)
- 執事 - ロナルド・ヘアー (10)
- 通訳 - セイン・カミュ、ニール・ハレルヤ、オミッド・モラディ (10)
- 誘拐犯 - 井之上隆志、原田修一 (10、31)
- 俊治 - 橋本俊一 (11)
- 好美 - 鈴木由記子 (11)
- 主婦 - 武田留美子 (13)
- 老人達 - 中島元 、里木佐甫良 、戸川暁子 、北川博子 (14)
- 孝則 - 酒本聖也 (14)
- 園長 - 大坪日出代 (14)
- 老人ホーム長 - 大矢兼臣 (14)
- 相良純子 - 高乃リセ (現・瀬戸カトリーヌ) (15)
- 関谷静香 - 樹高梨菜 (15)
- 丸尾ルミ - 瞳リョウ (15)
- 箸袋コレクター - 水木英昭 (15)
- 花園霧子 - 今井まなみ (16、39)
- 担任の教師 - 佐々森勇二 (16)
- 霧子の父 - 田代隆秀 (16)
- 霧子の子分 - 霜山さと子 、松本明日香 、須賀由美子 (16)
- ヤンキー - 外川貴博、中村泰久 (16)
- 執事 - 山本徹 (19)
- 篠原教授 - 小寺大介 (19)
- 鈴木先輩 - 石橋直 (19)
- 麗華の声 - 柳瀬なつみ (19)
- 麗華を恨む女子大生 - 阿部美穂子 (19)
- 池田正之介 - 矢野宣 (22)
- ナナコ / クロアゲハ - 牧原里佳 (25)
- 婦人 - 島ひろ子 (25)
- 警部 - 諏訪太朗 (25)
- 記者 - 加藤広照、隼人 (26)
- アナウンサー - 小野了 (26、38)
- 院長 - 篠田薫 (27)
- 婦長 - 小野田由紀子 (27)
- 刑事 - 上田日出春、岡島博徳 (28)
- アナウンサー - 寺井智之 (28)
- 亭主 - 山田一善 (29)
- 主婦 - 安室満樹子 (29)
- 相原ミク - 鈴木美帆 (31)
- ミクの母親 - 仲須有香 (31)
- レポーター - 三島ゆたか (33)
- アナウンサー - 木村直子 (33)
- 大道寺監督 - 鈴木一馬 (34)
- 加奈子 - 片瀬留美子 (34)
- 木村秀彦 - 井上唯我 (34)
- マネージャー - 中村敦子 (34)
- 北林夢子 - 葉山奈美 (34)
- 友恵 - 楠木涼香 (35)
- 美智子 -及川仲 (35)
- 真由美 - 田中恵理 (35)
- 直美 - 浜中千歳 (35)
- 魚住アナウンサー - 南川旲 (36)
- アシスタント - 飯塚園子 (36)
- 桑島健児 - 岩尾拓志 (36)
- 吉良三郎 - 小須田康人 (36)
- レポーター - IKKAN (36)
- 上野圭子 - 桜井亜弓 (36)
- 宝田千八 - 岩城力也 (36)
- 須藤健一 - 中島元 (36)
- 笹本敏造 - 谷津勲 (36)
- 村人 - 大山豊、塩野勝美、大村亨 (36)
- 児玉達広 - 畑中研人 (37、38)
- 鈴木先生 - 三輪優子 (37)
- 入江正徳 - 井上浩 (37)
- 総理大臣 - 高松英郎 (37)
- 達広の父 - 近藤幸介 (38)
- 研究所員 - 大友龍三郎 (38)
- 教官 - 岡元次郎 (38)
- 運転手 - 大栄ツトム (38)

### スーツアクター
- シャンゼリオン[25][42][43] - 岡元次郎
- 闇生物[44] - 清家利一
- シャンゼリオン（バイクスタント）[25] - 高橋輝男

## スタッフ
プロデューサーの白倉やアクション監督の金田など『人造人間ハカイダー』からのシフトが多い。
- 原作：八手三郎
- 連載：テレビマガジン、たのしい幼稚園、おともだち
- プロデューサー：岩田圭介（テレビ東京）、木村京太郎（読売広告社）、吉川進（東映ビデオ）、白倉伸一郎（東映）
- 脚本：井上敏樹、木下健 (#30) 、荒木憲一 (#31)
- 監修：井上敏樹 (#30、31)
- 監督：長石多可男、小中肇、蓑輪雅夫、諸田敏
- アクション監督：金田治（#1、2）、山田一善（ジャパンアクションクラブ）
- 特撮監督：佐川和夫
- 音楽：安川午朗
- キャラクターデザイン：篠原保、サブマリン（超光騎士のみ）
- キャラクター造型：前澤範・長田浩一・山本誠一（レインボー造型企画）
- VFXディレクター：氷見武士（東映動画）
- 撮影：岡部正治、松村文雄
- 照明：福田真
- 録音：関谷行雄
- 美術：井口昭彦
- 編集：須永弘志
- VE：飯田敦、山形充
- スクリプター：吉田由香
- 衣裳：東京衣裳新社
- 美粧：サン・メイク
- 装置：東映東京撮影所
- 装飾：大晃商会
- 操演：船越幹雄、寺門勇
- カースタント：タケシレーシング
- 音響効果・選曲：田中稔
- 音響効果：森賢一
- 技術：映広
- テクニカルアドバイザー：小笠原邦雄
- ED：和田光宣
- MA：阿波良和
- 仕上げ協力：東映化学TOVIC
- CG：笹原和也（東映アニメーション研究所）
- 視覚効果：映画工房
- デジタル合成：古賀信明（SpFXスタジオ）
- 特撮：特撮研究所
  - 操演：鈴木昶、阿部匠
  - 撮影：中根伸治
  - 照明：保坂芳美
  - 美術：木植健次
- ミニチュア造型：アルファ企画、東陽モデル、ミューロン
- デザイン協力：サブマリン
- 助監督：諸田敏、中久保修、岩原直樹、塩川純平
- 進行主任：野口賢一
- 制作デスク：寺崎英世
- 番組宣伝：神宮綾→佐伯真美（テレビ東京）
- プロデューサー補：武部直美
- 制作担当：沼尾和典
- 制作：テレビ東京、読売広告社、東映

## 主題歌・挿入歌
作曲のホリエアキラは、放送期間中の1996年7月に堀江顕から改名（読みは同じ）。それに伴いOPにおけるクレジットも第14話より変更された。主題歌のシングルと『超光戦士シャンゼリオン オリジナルサウンドトラック』は改名前に発売されたため旧名で表記されている。

### オープニングテーマ
「OVER THE TIMES〜時（いま）を越えて」（第1 - 19話、第21 - 39話（最終回））
作詞 - 大津あきら / 作曲・編曲 - ホリエアキラ / 歌 - MISA
第9話より歌詞がテロップされるようになった。
第2話、第20話では挿入歌として使用された。
『超光戦士シャンゼリオン オリジナルサウンドトラック2』には、安川午朗によるリミックスバージョンが収録されている。
曲名の「時（いま）を超えて」は最終回のサブタイトルに題された。
「OVER THE TIMES〜時（いま）を越えて（イングリッシュ・ヴァージョン）」（第20話）
作詞 - 大津あきら / 作曲・編曲 - ホリエアキラ / 歌 - MISA
歌詞テロップあり。
第5、8 - 10、13、31話では挿入歌として使用された。

### エンディングテーマ
「微笑みの出発（たびだち）」（第1 - 13話、第39話（最終回））
作詞 - 大津あきら / 作曲・編曲 - ホリエアキラ / 歌 - 本位田牧
最終回のエンディング映像は通常とは異なり、これまでのエピソードのダイジェスト映像を中心に構成。初回から全カットを見ているということから、編集は須永弘志に一任されたが、好きなカットがありすぎて第1話から第21話の分までしか入らなかった、という逸話が残されている。
「シャンゼリオン〜光りの未来」（第14話 - 第38話）
作詞 - 大津あきら / 作曲・編曲 - ホリエアキラ / 歌 - KAT
エンディングテーマは両曲とも歌詞テロップなし。

### 挿入歌・イメージソング
「RAKUしてパ・ラ・ダ・イ・ス!」
作詞 - 原真弓 / 作曲・編曲 - ホリエアキラ / 歌 - KAT
「GET UP!!!」
作詞 - 原真弓 / 作曲・編曲 - ホリエアキラ / 歌 - KAT
「Blueな三日月が突き刺さる」（第12話）
作詞 - 原真弓 / 作曲・編曲 - ホリエアキラ / 歌 - KAT
「BRAND-NEW〜心の音符たち」（第7話）
作詞 - 大津あきら / 作曲・編曲 - ホリエアキラ / 歌 - 林美恵
「C'est lui Changéríon〜彼こそシャンゼリオン」（第6、13、22話）
作詞 - Vie Vie / 作曲・編曲 - 葦澤伸太郎 / 歌 - Vie Vie
「地球は愛を待っている」
作詞 - 原真弓 / 作曲・編曲 - ホリエアキラ / 歌 - KAT
「BORN TO BE WILD〜愛を込めて明日へ」
作詞 - 大津あきら / 作曲・編曲 - 葦澤伸太郎 / 歌 - KAT
「歌う女相撲取り」（第7話）
作詞 - 井上敏樹 / 作曲・編曲 - 安川午朗 / 歌 - 林美恵
シングルとカップリング曲は「ソングコレクション」でバージョンが異なり、テレビサイズはアルバムバージョンを元に作られている。

## 放送日程
怪人の名前のリンク先はモチーフとなった器物に宛てている。
| 放送日   | 放送回 | サブタイトル                                 | 登場怪人                                                                         | 監督       |
| -------- | ------ | -------------------------------------------- | -------------------------------------------------------------------------------- | ---------- |
| 4月03日  | 1      | ヒーロー!! 俺?                               | - ギンガー /いずみ（声：松本大、人間体：赤間麻里子）                             | 長石多可男 |
| 4月10日  | 2      | ノーテンキラキラ                             | - シューザー /赤い服の男（声および人間体：走水杏伍）                             | 長石多可男 |
| 4月17日  | 3      | 花嫁ゾロゾロ                                 | - ジャトゥー /ハンカチの青年（声および人間体：田中哲司）                         | 小中肇     |
| 4月24日  | 4      | ああ友情 ああ無情                            | - ミライザ /回収業の男（声および人間体：桑原たけし）                             | 小中肇     |
| 5月01日  | 5      | 犯人は誰だ!                                  | - エレギス /正木源一（声および人間体：粟津號）                                   | 蓑輪雅夫   |
| 5月08日  | 6      | ごめんね、ジロウ                             | - ダチュラー /ジロウ（声および人間体：太田有美）                                 | 蓑輪雅夫   |
| 5月15日  | 7      | アイドル!! 私?                               | - マニヤー （声：依田英助）                                                      | 長石多可男 |
| 5月22日  | 8      | 娘よ、男は選べ!!                             | - ランゴリア /老紳士（声および人間体：林孝一）                                   | 長石多可男 |
| 5月29日  | 9      | 速水、燦然!                                  | - バシーザ （声：石黒久也）                                                      | 小中肇     |
| 6月05日  | 10     | サバじゃねぇ!                                | - バクリナー /掃除婦（声：清川元夢、人間体：麻ミナ）                             | 小中肇     |
| 6月12日  | 11     | コンニャク残して                             | - シュランザ /若い男（声および人間体：鈴木浩司）                                 | 長石多可男 |
| 6月19日  | 12     | ダルマさん転んだ                             | - 暗黒騎士ガウザー                                                               | 長石多可男 |
| 6月26日  | 13     | バラとひまわり                               | - インシュラー /セールスマン（声および人間体：貴山侑哉）                         | 蓑輪雅夫   |
| 7月03日  | 14     | サヨナラ、朱美                               | - シラガー /老人（声および人間体：大木史朗）                                     | 蓑輪雅夫   |
| 7月10日  | 15     | 超まぼろしのアレ                             | - ドゴッチ /宅配の男（声および人間体：多田野曜平）                               | 小中肇     |
| 7月17日  | 16     | バイトで霧子!                                | - ガメレオ （声：小池浩司）                                                      | 小中肇     |
| 7月24日  | 17     | ライバルいっぱい                             | - 闇貴族デスター/花柳裕司 （声および人間体：白石真之）                           | 長石多可男 |
| 7月31日  | 18     | さらなるライバル                             | - 闇魔人アイスラー/日向誠 （声および人間体：高橋大祐） - 闇貴族デスター/花柳裕司 | 長石多可男 |
| 8月07日  | 19     | ご令嬢、これ異常                             | - イレズマ /坊主（声および人間体：幸田宗丸）                                     | 諸田敏     |
| 8月14日  | 20     | ヒーロー!! あれ? シャンゼリオン 激闘の133日! | （総集編）                                                                       | 諸田敏     |
| 8月21日  | 21     | モーレツに片思い                             | - ミミンガ /亜季沙（声および人間体：大家由祐子）                                 | 諸田敏     |
| 8月28日  | 22     | 幻の埋蔵金!                                  | - バタンザ /医師（声および人間体：永田耕一）                                     | 蓑輪雅夫   |
| 9月04日  | 23     | ナゾの闇法廷!                                | - 神官モードス                                                                   | 蓑輪雅夫   |
| 9月11日  | 24     | 人生最悪のナンパ                             | - ザファイア                                                                     | 小中肇     |
| 9月18日  | 25     | 怪盗クロアゲハ!                              | - ブローダー /紳士（声および人間体：高品剛）                                     | 小中肇     |
| 9月25日  | 26     | 闇の騎士、出馬!                              | - デリンガー /青年（声：稲葉実、人間体：橋本達也）                               | 長石多可男 |
| 10月02日 | 27     | 朱美リターンズ!                              | - ゲトラー 青年（声および人間体：軍侍利信）                                      | 長石多可男 |
| 10月09日 | 28     | 犬と猫と馬と鹿                               | - メガノス /側近（声および人間体：吉田朝）                                       | 諸田敏     |
| 10月16日 | 29     | 速水はヤミに!                                | - ボチャッカ                                                                     | 諸田敏     |
| 10月23日 | 30     | ヒーローの先生!                              | - ゴハット /オタク（声および人間体：石黒久也）                                   | 蓑輪雅夫   |
| 10月30日 | 31     | 羊とパイと現金と                             | - ジャブー /虚無僧（声および人間体：西村陽一）                                   | 蓑輪雅夫   |
| 11月06日 | 32     | 第2の戦士現る!                               | - グルリス （声：石井隆夫）                                                      | 小中肇     |
| 11月13日 | 33     | サバじゃねぇ! 2                              | - フォンダー /田中元三（声および人間体：三角八朗）                               | 小中肇     |
| 11月20日 | 34     | 友情ええやないか                             | - 闇将軍ザンダー                                                                 | 長石多可男 |
| 11月27日 | 35     | 呪う女と救いの女                             | - ザファイア                                                                     | 長石多可男 |
| 12月04日 | 36     | 新たなる敵! か?                              | - 博士ヴィンスー                                                                 | 小中肇     |
| 12月11日 | 37     | 嵐の前のバケタケ                             | - ハーガン /側近（声および人間体：石川実）                                       | 小中肇     |
| 12月18日 | 38     | 皇帝の握ったもの                             | - ハーガン/側近 - グロッカー /佐野千秋（声および人間体：山下裕子）               | 長石多可男 |
| 12月25日 | 39     | 時を越えて…                                  | - 女王エリーザ - 闇将軍ザンダー - ザファイア                                     | 長石多可男 |

## 放送局
特記の無い限り、讀賣新聞 1996年5月22日 13面「第二回マルチメディア国際フォーラム 2日目」下段に掲載された、セガ・エンタープライゼスの『超光戦士シャンゼリオン』玩具広告より。
- テレビ東京（キー局） 水曜18:00 - 18:30
- テレビ大阪 水曜18:00 - 18:30
- テレビ愛知 水曜18:00 - 18:30
- テレビせとうち 水曜18:00 - 18:30
- テレビ北海道 水曜18:00 - 18:30
- TXN九州 水曜18:00 - 18:30
- 東日本放送 土曜7:00 - 7:30
- 福島中央テレビ 月曜16:00 - 16:30
- テレビ新潟 水曜16:00 - 16:30
- テレビ金沢 火曜16:00 - 16:30
- テレビ静岡 土曜6:00 - 6:30
- KBS京都 日曜7:30 - 8:00
- 奈良テレビ放送 日曜9:00 - 9:30
- テレビ和歌山 水曜17:00 - 17:30
- 中国放送 日曜6:00 - 6:30 ※第38話『皇帝の握ったもの』を「内容が優生思想を啓蒙すると曲解されるもので、局の倫理規定に触れる」として同局のみ放送見送りとした。

## 映像ソフト化
以下、いずれも発売元は東映ビデオ。
- ビデオ
- テレビシリーズ全話のソフト（セル・レンタル共通）は1996年8月から1997年5月に全10巻がリリースされている。東映の特撮作品としては初めて放送期間中にリリースが開始されたが、売上は史上最低を記録した[46]。
- テレビシリーズを再編集したHEROクラブは全2巻がリリースされている。

DVD
- DVD-BOXは2003年6月21日に発売[47]。特典として、ラジオドラマとして制作された「雪山の一夜」が収録されている。発売に先駆け、2002年末に『仮面ライダー龍騎』内にてCMも流れており、ナレーションは萩野が暁を演じていたころと同様の能天気ぶりで演じた。また同BOXの広告に記載された宣伝文は、「誰かさんみたいにイライラしながら待ってた人～」などと、『龍騎』の内容を意識したものとなっている。
- 単品のDVDは2004年6月21日から9月21日に発売。全4巻の各2枚組で（Vol.4のみ1枚）Vol.1は10話、Vol.2は11話、Vol.3は12話、Vol.4は6話収録。

## ゲーム
- 超光戦士シャンゼリオン (キッズコンピュータ・ピコ, 1996年5月1日発売, セガ)